# قائمة الكليات التقنية في السعودية
هذه قائمة بالكليات التقنية في المملكة العربية السعودية التي تحكمها المؤسسة العامة للتدريب التقني والمهني. وتسعى المؤسسات إلى تطوير وتقديم وترخيص البرامج التدريبية التقنية والمهنية؛ حسب الطلب الكمي والنوعي لسوق العمل للذكور والإناث، وسنِّ التنظيمات المختصة بجودتها وكفايتها والإشراف عليها، توعية المجتمع بأهمية التدريب التقني والمهني وإتاحة فرصة التدرب للقادرين من الذكور والإناث لجميع الفئات العمرية، القيام بالأبحاث والمشاريع الضرورية لمتابعة التطورات التقنية والتوجهات العالمية في مجال التدريب التقني والمهني، المشاركة في البرامج الوطنية التي تتبنى نقل التقنية وتوطينها، وتوفير دعمها ودعم القطاع الخاص، وتوجيهه للاستثمار في مجال التدريب التقني والمهني.

## الكليات التقنية
- الكلية التقنية بالأحساء - تم تأسيسها في أواخر عام (1409هجري).
- كلية الرس التقنية
- كلية عرعر التقنية
- كلية الباحة الفنية
- كلية بيشة الفنية
- الكلية التقنية ببريدة - هي كلية حكومية انشأت في عام 1987 م / 1407 هـ.
- الكلية التقنية بالدمام - هي كلية تقنية حكومية تقع في الدمام، شرق المملكة العربية السعودية، وقد تم تأسيسها في عام 1986م (1408هجري). تركز الكلية أساسًا على التدريب التقني والمهني لإعداد الطلاب للمهن. وهي واحدة من الكليات التقنية التي تحكمها المؤسسة العامة للتدريب التقني والمهني، المزود الحكومي للتدريب في المملكة السعودية.
- كلية الدوادمي التقنية
- كلية الغذاء والبيئة في بريدة - تأسست في عام 1977 في بريدة في المملكة العربية السعودية. تم تحويله من المعهد التقني ببريدة إلى الكلية التقنية الزراعية في عام 2000، وأعيد تسميتها مرةً أخرى في عام 2008 إلى الكلية التقنية للغذاء والبيئة ببريدة.
- كلية القريات للتكنولوجيا
- الكلية التقنية بحفر الباطن - تم تأسيسها بحفر الباطن عام 1425 هـ،وتم افتتاحها رسمياً في 26-2 1426 هـ تحت رعاية نائب أمير المنطقة الشرقية جلوي بن عبد العزيز بن مساعد آل سعود.
- الكلية التقنية بحائل - هي كلية تقنية تقع في بمدينة حائل، شرق المملكة العربية السعودية، وقد تم تأسيسها في عام 1997م (1418هجري).
- كلية جدة للإتصالات والإلكترونيات
- الكلية التقنية بجدة - هي إحدى الكليات التقنية التابعة للمؤسسة العامة للتدريب التقني والمهني بالمملكة العربية السعودية بمدينة جدة. تأسست الكلية التقنية بمحافظة جدة عام 1407هـ وتقع في جنوب مدينة جدة طريق الحرمين الشريفين المتجه إلى مكة المكرمة غرب مدينة الملك عبدالعزيز الطبية حي أبو جعالة.
- كلية الجوف الفنية
- كلية خميس مشيط التقنية
- كلية الخرج التقنية
- كلية المدينة للسياحة والضيافة
- الكلية التقنية بالمدينة المنورة - حكومية تقع في المدينة المنورة، المملكة العربية السعودية، تأسست في عام 1998. وتركز الكلية على التدريب التقني والمهني لإعداد الطلاب للمهن المتعلقة بالكهرباء والإلكترونيات والتكنولوجيا.
- كلية المجمعة الفنية
- الكلية التقنية بمكة المكرمة - هي كلية حكومية تابعة للمؤسسة العامة للتدريب التقني والمهني في المملكة العربية السعودية، وتقع بمكة المكرمة، تعتبر الكلية من أكبر هذه الكليات بناء على اعداد المتربين بها.
- كلية نجران الفنية
- كلية القطيف التقنية
- كلية القنفذة الفنية
- كلية القويعية الفنية
- كلية الرياض للإتصالات والمعلومات
- كلية الرياض التقنية - أنشئت الكلية في عام 1403 هـ / 1983م كأول كلية تقنية متوسطة في المملكة العربية السعودية.
- كلية تبوك الفنية
- الكلية التقنية بالطائف - هي إحدى الكليات التقنية في المملكة العربية السعودية، تقع في الطائف، وقد تم تأسيسها في عام 2001م (1422هجري).
- كلية عنيزة الفنية
- كلية وادي الدواسر التقنية
- كلية ينبع الفنية
- كلية الزلفي التقنية
- كلية التقنية أبو عريش